# Accademia dei Catenati
L'Accademia dei Catenati est une ancienne association culturelle née à Macerata dans la seconde moitié du XVIe siècle dans le but de faire revivre dans la » culture de l'Italie centrale. Il représente l'un des plus anciens cénacles littéraires d'Italie. 

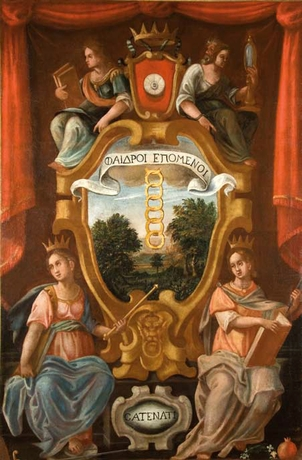
Armoiries avec la devise de l'Académie. Travail du Cav. Compagnon Sforza

## Histoire
L'Académie fut fondée le 2 juillet 1574 et a fonctionné jusqu'à nos jours pratiquement sans interruption. Elle tire son nom de la chaîne dorée du ciel sur terre élément central du blason. L'Académie a été créée pour « l'étude des belles lettres de l'art » et le « raisonnement des choses scientifiques » . 
Fondé par Girolamo Zoppio professeur de poésie, de rhétorique et de philosophie morale à l'université de Macerata, connu pour ses études sur Dante et Pétrarque,  il faisait partie de personnalités telles que Giovanni Mario Crescimbeni de Macerata, fondateur et gardien général de l'Académie d'Arcadie, Torquato Tasso, Don Carlo Hercolani (patricien de Macerata), Terenzio Mamiani, Niccolò Tommaseo, Antonio Rosmini, Massimo d'Azeglio et enfin Lino Liviabella, Maria Montessori, Vincenzo Cardarelli, Enrico Medi et Silvio Zavatti . 
En raison des bouleversements politiques et de guerre de la première moitié du XXe siècle, l'Académie a cessé ses activités pour une courte période, puis a repris ses activités dans les années 1950 grâce aux efforts de Ferdinando Lori, Mario Moretti et Dante Cecchi . 
Quand les fondateurs ont choisi le nom de Catenati académique, ils ont été inspirés par la devise « Hinc a te nati. »[réf. nécessaire]
Le blason était composé d’une chaîne en or descendant du ciel sur la terre, tirée d’un passage du livre VIII de l’Iliade.
Le Conseil académique est un organe important pour le fonctionnement de l'Académie. Il comprend le prince Angiola Maria Napolioni, Allì Caracciolo, Fabio Sileoni, Luigi Ricci, Renato Lapponi, Anna Maria Tamburri et Gianfranco Pasquali depuis le 16 avril 2019.